# 厚唇鮈脂䲁
厚唇鮈脂䲁（學名：Gobioclinus dendriticus），為輻鰭魚綱䲁形目脂䲁科鮈脂䲁屬的一個種，被IUCN列為易危保育類動物，分布於東南太平洋加拉巴哥群島和馬爾佩洛群島海域，深度1至23公尺，本魚體壯，頭寬，吻鈍，眼大，鼻孔具觸鬚，每眼上方各有一根分枝的觸鬚，頸背兩側各有一束分枝繁茂的觸鬚，口大略斜，上下顎後方有一擴大的犬齒，上下顎兩側各有一小塊牙齒，側線鱗59-65枚，體綠褐色，有明顯的雜色圖案，通常側面有4-5條散開的暗色橫帶，鰓蓋上有較大的黑斑，背鰭有斜暗帶或小斑點，繁殖期雄魚整體白色，側面有一系列黑色雙條紋，鰓蓋上有亮橙色或黃色斑紋，背鰭硬棘19-21枚、背鰭軟條10-12枚、臀鰭硬棘2枚、臀鰭軟條19-21枚，體長可達13公分，棲息在沿海礁石、岩架，雌魚產附著性卵，雄魚會守護卵，幼魚為浮游性，生活習性不明。